# Euphorbia lindenii
Euphorbia lindenii es una especie fanerógama perteneciente a la familia de las euforbiáceas.  Es originaria de Somalia.

## Taxonomía
Euphorbia lindenii fue descrita por (S.Carter) Bruyns y publicado en Taxon 55: 413. 2006.
Etimología
Euphorbia: nombre genérico que deriva del médico griego del rey Juba II de Mauritania (52 a 50 a. C. - 23), Euphorbus, en su honor – o en alusión a su gran vientre –  ya que usaba médicamente Euphorbia resinifera. En 1753 Carlos Linneo asignó el nombre a todo el género.
lindenii: epíteto otorgado en honor del químico estadounidense Seymour Linden (1921-2005), entusiasta de las plantas suculentas y recolector en África.
Sinonimia
- Monadenium lindenii S.Carter[5][6]